# Édouard Ngirente
Édouard Ngirente (ur. 22 lutego 1973) – rwandyjski ekonomista i polityk, premier Rwandy w latach 2017–2025.
Studiował ekonomię na Narodowym Uniwersytecie Rwandyjskim. Obronił doktorat na Katolickim Uniwersytecie w Leuven i został wykładowcą w Rwandzie. W roku 2010 powołany na dyrektora ds. planowania w ministerstwie finansów, po roku awansował na starszego doradcę. W 2014 został starszym doradcą w Banku światowym w Waszyngtonie. 30 sierpnia 2017 powołany na stanowisko premiera, które sprawował do 23 lipca 2025.